# (148209) 2000 CR105
(148209) 2000 CR105, também escrito como (148209) 2000 CR105, é um objeto separado que nunca fica mais perto do Sol do que 44 UA. Ele possui uma magnitude absoluta de 6,3 e, tem um diâmetro estimado com cerca de 242 ou 244 km. O astrônomo Mike Brown lista este objeto em sua página na internet como um candidato a possível planeta anão.
A sua órbita é extremamente elíptica com uma distância média de 219 UA, e apesar de chegar a vizinhança de Plutão (a alguns unidades astronômicas), (148209) 2000 CR105 foi o primeiro objeto descoberto no Sistema Solar a ter um semieixo maior superior a 150 UA. Ao seu afélio, 2000 CR105 dista do Sol, cerca de 400 UA. Orbita a volta deste em 3300 anos.

## Descoberta
(148209) 2000 CR105 foi descoberto no dia 6 de fevereiro de 2000 pelo astrônomo Marc W. Buie.

## Órbita
A órbita de (148209) 2000 CR105 tem uma excentricidade de 0,808 e possui um semieixo maior de 229,812 UA. O seu periélio leva o mesmo a uma distância de 44,206 UA em relação ao Sol e seu afélio a 415,417 UA.